# 孤帆三部曲
孤帆三部曲，是指由臺灣客家文學家吳濁流所寫作之《亞細亞的孤兒》、《無花果》、《臺灣連翹》等三部作品的合稱。《亞細亞的孤兒》（原名《胡志明》）完稿於1945年，書寫殖民地知識青年對自我認同的無所適從與無依徬徨；《無花果》寫於「二二八事件」20年後，是作者前半生自傳，梳理其從日治到戰後初期的歷程，並記述了二二八事件發生始末；《台灣連翹》則是吳濁流最後一本著作，探索臺灣人的心靈傷痕，並根據自身對臺灣政治的觀察，寫下一生所見所聞。